# Lengshui (köpinghuvudort i Kina, Hubei Sheng, lat 31,11, long 112,43)
Lengshui är en köpinghuvudort i Kina. Den ligger i provinsen Hubei, i den centrala delen av landet, omkring 190 kilometer väster om provinshuvudstaden Wuhan. Antalet invånare är 45 373. Befolkningen består av 22 262 kvinnor och 23 111 män. Barn under 15 år utgör 11,0 %, vuxna 15-64 år 78 %, och äldre över 65 år 9,0 %.
Runt Lengshui är det ganska tätbefolkat, med 230 invånare per kvadratkilometer. Närmaste större samhälle är Zhongxiang, 15,3 km öster om Lengshui. Trakten runt Lengshui består till största delen av jordbruksmark.
Genomsnittlig årsnederbörd är 1 149 millimeter. Den regnigaste månaden är augusti, med i genomsnitt 194 mm nederbörd, och den torraste är december, med 19 mm nederbörd.